# 豪爾赫·奧羅斯科
豪爾赫·奧羅斯科（Jorge Orozco，2000年4月9日—）生於墨西哥瓜達拉哈拉，是一名墨西哥射擊運動員，主攻不定向飛靶項目，曾獲得2018年美洲射擊錦標賽男子不定向飛靶亞軍。

## 外部連結
- ISSF（页面存档备份，存于）